# ولایت ترکستان (افغانستان)
ولایت ترکستان در شمال افغانستان و منطقه‌ای که هنوز به نام ترکستان افغانستان شناخته می‌شود، قرار داشت. در سال ۱۸۹۰ ولایت قطاقان بدخشان از ولایت ترکستان جدا شد. این ولایت در نقشه‌های اداری سال ۱۹۲۹ وجود دارد، اما بعدها در زمان سرشماری جمعیت ۱۹۴۶ منحل شد.
بلخ از زمان تأسیس در سال ۱۸۵۰ تا ۱۸۵۴ مرکز این ولایت بود. اما شهر بلخ منسوخ و ویران شده بود. در نتیجه در سال ۱۸۵۴ پایتخت توسط محمد افضل خان به تختهپل منتقل شد. تخته‌پل تا زمانی که والی محمد علم خان بین ژوئیه ۱۸۶۹ و ۱۸۷۴ یا ۱۸۷۳ به مزارشریف منتقل شد، پایتخت باقی ماند.

## مدیریت سیاسی
در قرن نوزدهم، ترکستان افغانستان توسط والی (حکیم) منصوب شده توسط امیر اداره می‌شد. در زیر فهرستی از والیان ترکستان افغانستان آمده است.
- سردار محمد اکرم خان - ۱۸۵۰–۱۸۵۲
- سردار محمد افضل خان - ۱۸۵۲–۱۸۶۴
- سردار فتح محمد خان - ۱۸۶۴–۱۸۶۵
- فیض محمد خان - ۱۸۶۵–۱۸۶۷
- نایب محمد علم خان - ۱۸۶۸–۱۸۷۶
- شاهقاسی شیردل لویناب خان - ۱۸۷۶–۱۸۷۸
- سردار عبدالوهاب خان - ۱۹۱۱–۱۹۱۹

## تقسیمات فرعی
در سال ۱۸۸۶ تقسیمات اداری ترکستان افغانستان به شرح زیر بود:
1. مزار شریف (شامل برخی از ولسوالی‌های بلخ مانند: شور تپه، کیشند، آق کپرک)
2. بلخ (مستقیماً توسط سردار ترکستان اداره می‌شود)
3. آقچه (با نواحی خواجه سالار و دولت‌آباد)
4. خلم (با ولسوالی‌های پیر نخچیر و غزنیگک)
5. شبرغان
6. اندخوی
7. ایبک
8. دره صوف
9. دوآب
10. سیغان و کهمرد
11. بلخ آب (در بالای رودخانه بند امیر)
12. سانچارک
13. سرپل
14. میمنه